# 高世文
高世文（1974年6月—），男，汉族，山东青州人，中共党员，中华人民共和国政治人物。曾任中共抚州市委副书记、抚州市人民政府市长，现任中共南昌市委副书记、南昌市人民政府市长。

## 生平
高世文早年就读于南京理工大学，毕业后先后任职于北京航天自动控制研究所、中国航天科技集团等地任职，为时任航天科技集团总经理马兴瑞的秘书，并于南京航空航天大学取得工学博士学位，後出任中国航天国际控股有限公司副总裁兼海南航天投资管理有限公司董事长。2016年外放至江西省，出任赣州市人民政府副市长、党组成员。后历任中共于都县委副书记，中共赣州市委常委、章贡区委书记、赣州市人民政府常务副市长。
2021年9月，高世文接替已经升任抚州市委书记的夏文勇，出任中共抚州市委副书记、抚州市人民政府市长。2024年8月，他转岗至南昌市，接替已经出任江西省人民政府副省长的万广明，担任中共南昌市委副书记、南昌市人民政府市长。